# Robert Schleisiek
Robert Schleisiek (* 7. Oktober 1965 in Osnabrück) ist ein deutscher Pianist (Jazz, Neue Improvisationsmusik).

## Leben
Schleisiek hatte Unterricht am Konservatorium Osnabrück. Von 1987 bis 1992 studierte er Improvisation, Jazz und klassische Musik an der Hochschule der Künste Amsterdam. Seitdem lebt er als Pianist, Komponist und Lehrer in Köln. Im Trio mit Christian Thomé und Stefan Döring spielte er 1999 das Album Hot Music ein, das beim Kölner Label 2nd Floor Music veröffentlicht wurde. Zwischen 2000 und 2006 wirkte er mit Carl Ludwig Hübsch, Tom Lorenz, Ole Schmidt und Chris Weinheimer in der Gruppe Post No Bills, die sich neben der Jazzmusik auch der Aufführung zeitgenössischer klassischer Kompositionen (z. B. John Cages Variations und Number Pieces und Christian Wolffs Exercises) widmete. Seit 2004 war er im Künstlerkollektiv Weltausstellung (Thilo Schölpen, Uli Kürner, Uwe Möllhusen, Anja Lautermann, Peter Issig, Dirk Ferdinand und Stefan Juerke) aktiv, das neben Konzerten multimediale Performances und Installationen präsentiert; gelegentlich tritt er nun im Duo mit Schölpen auf.